# Bisbat de Sant Climent a Saràtov
El bisbat de Sant Climent a Saràtov (rus:  Епархия Святого Климента в Саратове, llatí: Dioecesis Saratoviensis Sancti Clementis) és una seu de l'Església Catòlica a Rússia, sufragània de l'arquebisbat de la Mare de Déu a Moscou. Al 2017 tenia 19.000 batejats sobre una població de 45.000.000 habitants. Actualment està regida pel bisbe Clemens Pickel.

## Territori
La diòcesi comprèn un vast territori al sud de la Rússia europea. Estén la seva jurisdicció sobre els fidels catòlics de ritu llatí de les següents unitats polítiques i administratives de la Federació Russa:
- les repúbliques d'Adiguèsia, Baixkíria, Daguestan, Ingúixia, Kabardino-Balkària, Calmúquia, Karatxai-Txerkèssia, Mordòvia, Ossètia del Nord - Alània, Tatarstan, Txetxènia i Txuvàixia;
- els oblasts de Belgorod, Orenburg, Penza, Rostov, Samara, Saràtov, Tambov, Ul'janovsk, Volgograd, Vorónej e Astracan;
- els krais de Krasnodar i Stàvropol;

La seu episcopal és la ciutat de Saràtov, on es troba la catedral de Sant Climent.
El territori s'estén sobre 1.400.000 km², i està dividit en 51 parròquies.

## Història
L'administració apostòlica de la Rússia Europea Meridional dels Llatins va ser erigida el 23 de novembre de 1999 mitjançant la butlla Russicae terrae del papa Joan Pau II, prenent el territori de l'administració apostòlica de Moscou dels Llatins (avui arquebisbat de la Mare de Déu a Moscou.
L'11 de febrer de 2002, per efecte de la butlla Meridionalem Russiae Europaeae del mateix papa Joan Pau II va ser elevada a diòcesi i assumí el nom actual.

## Cronologia episcopal
- Clemens Pickel, des del 23 de novembre de 1999

## Estadístiques
A finals del 2017, la diòcesi tenia 19.000 batejats sobre una població de 45.000.000 persones, equivalent al 0,0% del total.
| any  | població | població   | població | sacerdots | sacerdots       | sacerdots       | sacerdots             | diaques | religiosos | religiosos | parròquies |
| ---- | -------- | ---------- | -------- | --------- | --------------- | --------------- | --------------------- | ------- | ---------- | ---------- | ---------- |
| any  | batejats | total      | %        | total     | clergat secular | clergat regular | batejats por sacerdot | diaques | homes      | dones      |            |
| 1999 | 35.000   | 47.000.000 | 0,1      | 34        | 17              | 17              | 1.029                 |         | 18         | 32         | 52         |
| 2001 | 35.000   | 47.000.000 | 0,1      | 33        | 12              | 21              | 1.060                 |         | 23         | 34         | 53         |
| 2002 | 35.000   | 47.000.000 | 0,1      | 35        | 12              | 23              | 1.000                 |         | 28         | 36         | 61         |
| 2003 | 35.000   | 47.000.000 | 0,1      | 39        | 12              | 27              | 897                   |         | 32         | 46         | 55         |
| 2004 | 35.000   | 47.000.000 | 0,1      | 40        | 18              | 22              | 875                   |         | 24         | 43         | 57         |
| 2010 | 20.000   | 45.000.000 | 0,0      | 45        | 16              | 29              | 444                   |         | 34         | 76         | 51         |
| 2014 | 20.000   | 45.000.000 | 0,0      | 41        | 13              | 28              | 487                   |         | 33         | 67         | 52         |
| 2017 | 19.000   | 45.000.000 | 0,0      | 47        | 19              | 28              | 404                   |         | 33         | 66         | 51         |